# Petar Preradović

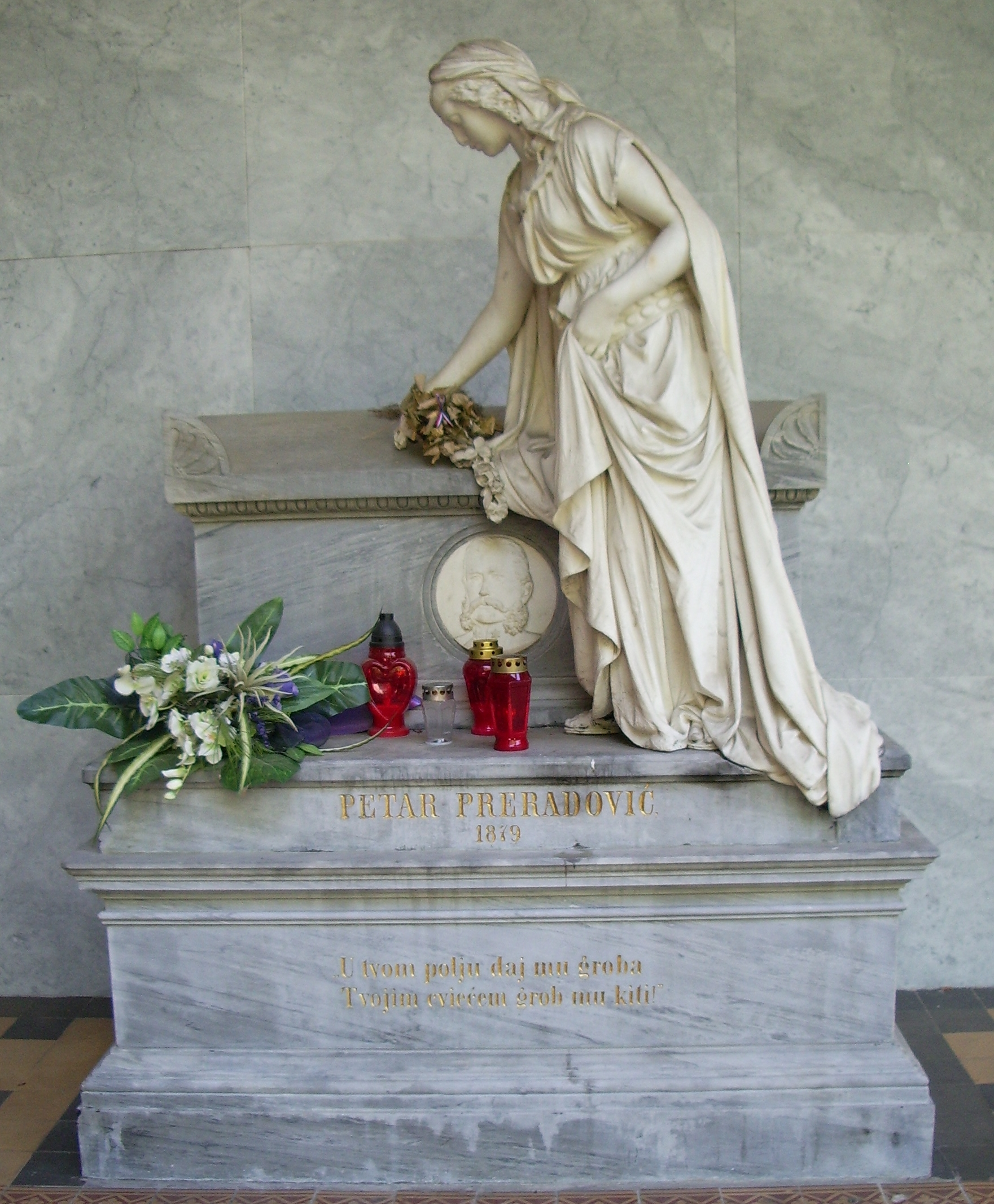
Síja a Mirogoj temetőben

Petar Preradović (Grabovnica, Verőce mellett, 1818. március 19. – Pottenstein, 1872. augusztus 18.) horvát költő, író, drámaíró, az Osztrák Császárság hadseregének vezérőrnagya. Unokája, Paula von Preradović írta Ausztria himnuszának szövegét.

## Pályafutása
Ortodox rítust követő családban született Horvát–Szlavónország és az Osztrák Császárság katonai határövezetében. Katonatiszt apja nyomdokait követve először a belovári katonai iskolában, majd Bécsújhelyen a Theresianum Katonai Akadémián tanult. Ortodox vallásúak nem tölthettek be magasabb katonai tisztséget az osztrák hadseregben, ezért tért katolikus hitre 1832-ben.
Először németül írta verseit, Nikolaus Lenau és Johann Gottfried Herder hatottak rá. Amikor Milánóban állomásozott, megismerkedett Ivan Kukuljević Sakcinskivel, aki arra biztatta, hogy anyanyelvén, horvát nyelven írjon. Sakcinki hatására kezdett foglalkozni a délszláv kultúrával. Hazafias költeményeiben horvát szülőföldje tájait és történelmét dicsérte.
1843-ban Zadarban teljesített szolgálatot, és a Zora dalmatinska horvát nyelvű újságban kezdett írni. 1846-ban Zágrábban megismerkedett Vuk Stefanović Karadžićcsal, és csatlakozott az illír mozgalomhoz, 1859-ben Temesváron szolgált vezérőrnagyi rangban.
1864-ben katonai érdemeiért megújították nemesi rangját, amit II. Ferdinánd adományozott négy Preradović nevű fivérnek.
1866-tól haláláig Bécsben élt, földi maradványait Zágrábban temették el újra.

## Művei
- Uskočka djevojka
- Zora puca, bit će dana
- Prvenci (verseskötet)
- Putnik
- Nove pjesme
- Prvi ljudi (eposz)
- Vladimir i Kosara (eposz)
- Kraljević Marko (dráma)
- Slavenski Dioskuri
- Mojoj domovini
- Pozdrav domovini
- Pjesnička djela
- Život i pjesme